# Analecta Hermeneutica
Analecta Hermeneutica — ежегодный рецензируемый журнал Международного института герменевтики (англ. International Institute for Hermeneutics, IIH), в котором публикуются статьи по всем смежным герменевтическим дисциплинам на английском, немецком, французском, итальянском и испанском языках с особым акцентом на философии, теологии и сравнительном литературоведении. Главный редактор — Анджей Верчиньский, редактор — Рэмси Эрик Рэмси. Analecta Hermeneutica выпускается на кафедре философии Мемориального университета Ньюфаундленда.